# Крофорд (окръг, Канзас)
Окръг Крофорд (на английски: Crawford County) е окръг в щата Канзас, Съединени американски щати. Площта му е 1541 km², а населението - 38 059 души. Административен център е град Джирард.